# 天堂岛疑云
天堂岛疑云（英語：Death in Paradise）是一部英法合拍的犯罪喜剧。讲述了倫敦警察廳的一名警察（前两季为理查德·普尔，本·米勒饰；第三季为汉弗莱·古德曼，克里斯·马歇尔饰）被派遣到加勒比地区的一座岛屿去调查同僚的死亡，与当地警方合作后成为当地警察并进行探案的故事。
节目在加勒比地区的瓜德罗普岛拍摄。
每季8集的节目从2011年起，在英國廣播公司第一台播出了9季，本节目将继续拍摄。

## 角色介紹
- 理查德·普尔DI Richard Poole（本·米勒饰）

探長，從英國調來聖瑪麗島的督察，一派老式英國作風，儘管身在炎熱的加勒比地区依然堅持身穿西裝辦案，喜好看書、天文觀測及英式下午茶，討厭海灘跟沙子，不擅長法文，對案件有深刻的洞察力，時常從細處發現案情關鍵，在第三季第1集遇害。
- 汉弗莱·古德曼 Humphrey Goodman（克里斯·马歇尔饰）

第三季第1集調來聖瑪麗島調查理查德·普尔遇害案件的新任督察，一頭金髮，個性像個大男孩，個性大而化之且略為古怪，典型生活白癡，曾自嘲最大優點是擅長破案，但是對案件偵查的執著卻超過常人，擅長串連不同的線索進行推理，常在靈光一閃之際發現關鍵線索。調來島上時正在與妻子辦理離婚，第三季終了時拒絕與妻子複合而正式離婚，對卡蜜兒有好感，姑姑跟父親都曾造訪聖瑪麗島。兩個哥哥都是畢業於牛津大學，因此當上警察的他並不受父親重視，其警察證書的複印本還被掛在客房浴室，在第四季第8集與父親和解。
- 卡蜜兒·波爾戴Camille Bordey（萨拉·马丁斯饰）

偵佐，聖瑪麗島當地人，外型性感亮眼，做事凭直觉的、说话直白的人，行動力強，是十分趁職的助手，父母在幼時離異，由母親在當地開設酒店扶養長大，父親馬龍則是獨自在聖露西亞生活，在第四季第4集離開島上，前往巴黎擔任便衣。
- 杜恩'·邁爾斯'Dwayne Myers（Danny John-Jules饰）

聖瑪麗島當地人，警局中年紀最大，職位最低，也许没什么上进心，但他对长官非常信任，對島上一切瞭如指掌，很了解罪犯的想法，是典型的老油條。
- 菲德爾·貝斯特 Fidel Best（Gary Carr饰）

聖瑪麗島當地人，雖然年少但職位在杜恩之上，是一個年輕的、敏銳的、有時有點天真的人，他願意為了朋友兩肋插刀。他的堅持不懈是破案的關鍵，時常負責鑑識的工作，已婚且育有一女，在第二季時理查德推薦他參加警長訓練課程，第三季時升任警長。
- 佛羅倫薩·卡塞爾 Florence Cassel （Joséphine Jobert 飾）

原為警員，後升任偵佐，在卡蜜兒離開後成為汉弗莱的搭檔，個性溫柔大方，是汉弗莱的得力助手。